# Grossot
 (novembre 2024).
Grossot était un constructeur automobile français.

## Production
L’ingénieur M. Grossot a construit un tricycle dans le style d’un pousse-pousse à partir d’une bicyclette. Celui-ci pourrait être équipé de moteurs de différentes puissances. De 1,75 HP à 2 HP et de 3 HP à 4 HP. Si nécessaire, le véhicule pourrait être rapidement démonté en un vélo normal. La production s’est terminée en 1900.